# Pacouria
Pacouria là chi thực vật có hoa trong họ Apocynaceae.